# ألان غرانت (لاعب دارت)
ألان غرانت (بالإنجليزية: Alan Grant)‏ هو لاعب دارت أسترالي، ولد في 4 أغسطس 1952 في بريزبان في أستراليا.

## وصلات خارجية
- ألان غرانت على موقع DartsDatabase.co.uk (الإنجليزية)